# Monte d'Accoddi
Monte d'Accoddi, a volte scritto Akkoddi, è un importante sito archeologico della Sardegna prenuragica fondato tra il 4000 e il 3650 a.C. e ampliato tra il 2800 e il 2400 a.C.  (Cultura di Abealzu-Filigosa).
Per la concentrazione di differenti tipologie di costruzione, il monumento è tutt'oggi considerato unico non solo in Europa, ma nell'intera zona del mar Mediterraneo, tanto particolare da essere associato, erroneamente, per la forma alle strutture di più piani orizzontali sovrapposti (dette "ziqqurat") della Mesopotamia.
Assieme ad altre aree archeologiche prenuragiche, nel 2025 il sito è stato inserito nell'elenco dei patrimoni dell'umanità dell'UNESCO.

## Il contesto ambientale
Monte d'Accoddi è situato nella Nurra, regione della Sardegna nord-occidentale, e più precisamente nel territorio del comune di Sassari, vicino al vecchio percorso della Strada statale 131 Carlo Felice, in direzione di Porto Torres, in un terreno in origine di proprietà della famiglia Segni.
Il complesso si trova all'interno di una porzione di territorio che registra una importante presenza di monumenti preistorici distanti fra loro poche centinaia di metri.
Tra i più importanti da segnalare, oltre a Monte d'Accoddi, gli antichi cimiteri (chiamati "necropoli") di Su Crucifissu Mannu, Ponte Secco, Li Lioni, Sant'Ambrogio, Su Jaiu, Spina Santa e Marinaru, le tombe costruite con grosse pietre (cioè i "dolmen") e le grandi pietre infisse nel terreno (ossia i "menhir") di Frades Muros, oltre ad una decina di nuraghi.

## Storia del complesso

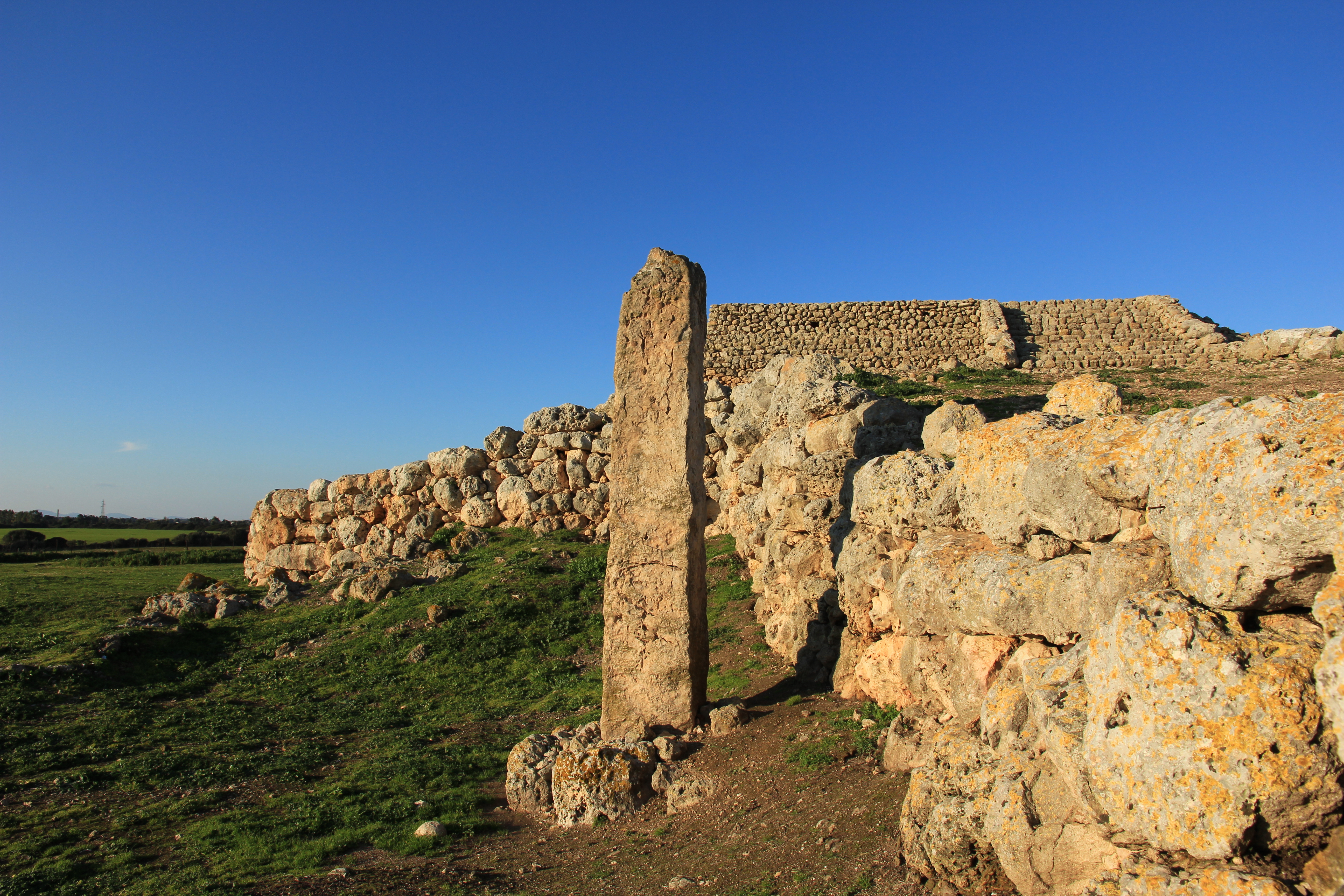
Il menhir e, sulla destra, l'altare

Il monumento, unico nella zona del Mediterraneo, faceva parte di un complesso di epoca prenuragica, sviluppatosi su un'area pianeggiante a partire dalla seconda metà del IV millennio a.C. e preceduto da tracce di visite del neolitico medio.
In un primo periodo si stabilirono nella zona diversi villaggi di capanne a quattro angoli, appartenenti alla cultura di Ozieri, ai quali si collega un cimitero con tombe sotterranee a domus de janas e un probabile tempio con pietre infisse nel terreno, lastre di pietra per sacrifici e sfere di pietra.
Successivamente, popolazioni sempre appartenenti alla cultura di Ozieri costruirono un'ampia piattaforma sopraelevata, a forma di piramide tronca (27 m x 27 m, di circa 5,5 m di altezza), alla quale si accedeva con una rampa. Sulla piattaforma venne costruita una grande struttura rettangolare rivolta verso sud (12,50 m x 7,20), che è stata riconosciuta come tempio (chiamata "Tempio rosso", perché la maggior parte delle superfici sono intonacate e dipinte con ocra rossa); sono presenti anche tracce di giallo e di nero.
All'inizio del III millennio a.C. la struttura probabilmente fu abbandonata (sono state rinvenute anche tracce di incendi). Intorno al 2800 a.C. venne completamente ricoperta da un colossale riempimento, costituito da strati alternati di terra, pietre e calcare del posto polverizzato.

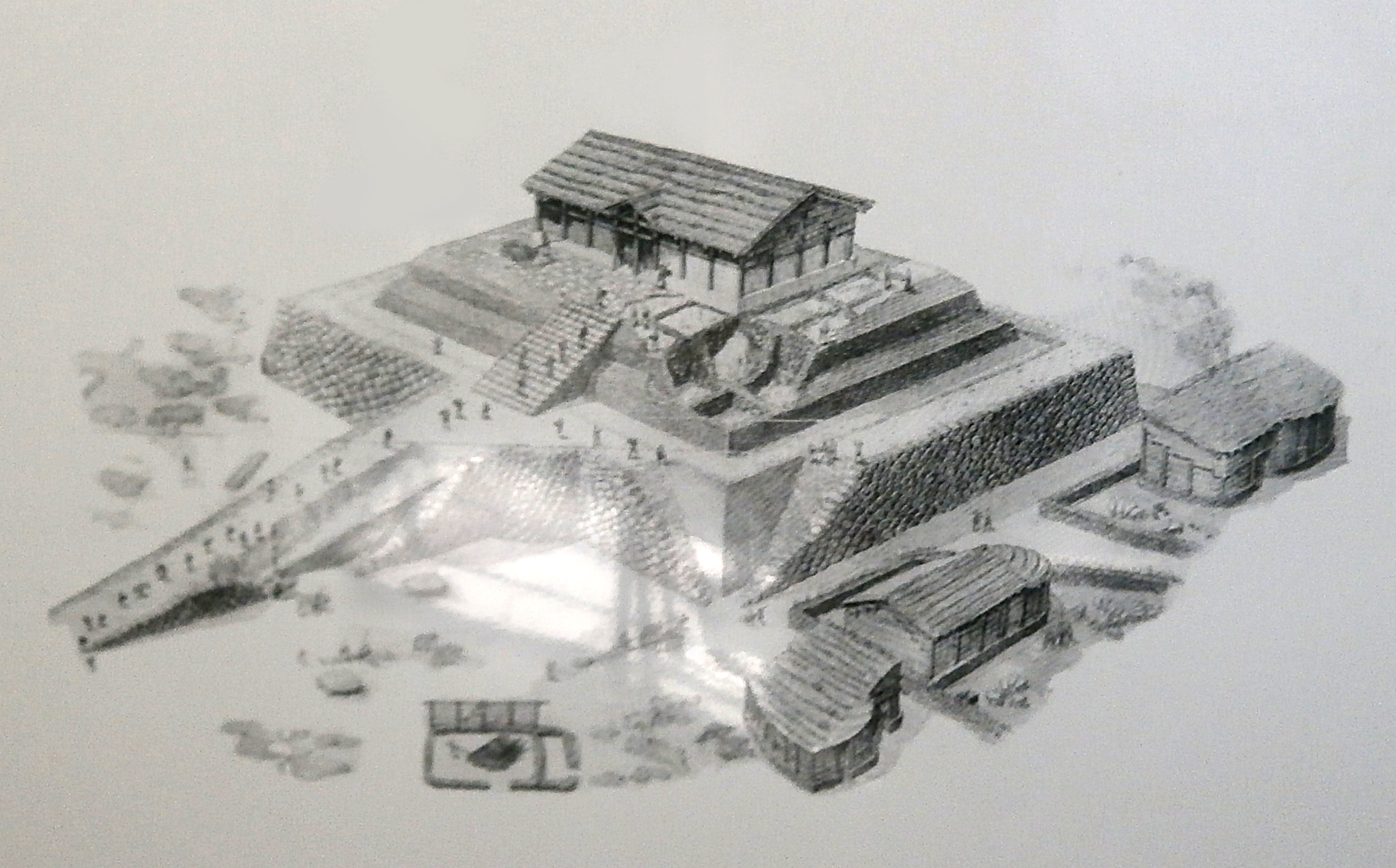
Ipotesi di ricostruzione

Il riempimento è contenuto da un rivestimento esterno in grandi blocchi di calcare. In questo modo venne creata una seconda grande piattaforma a piramide tronca (36 m x 29 m, di circa 10 m di altezza), accessibile per mezzo di una seconda rampa, lunga 41,80 m, costruita sopra quella più antica. Questo secondo santuario, conosciuto anche come "Tempio a gradoni" è stato attribuito alla cultura di Abealzu-Filigosa.

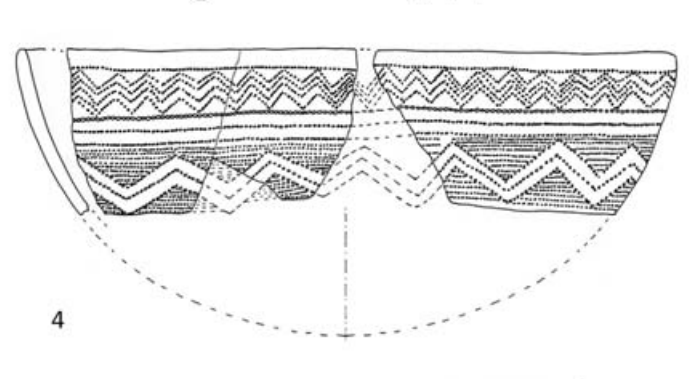
Vaso campaniforme da Monte d'Accoddi

L'edificio conservò la sua funzione di centro religioso per diversi secoli e venne abbandonato con l'età del bronzo antico: intorno al 1800 a.C. era ormai in rovina e venne utilizzato occasionalmente per sepolture.
Durante la seconda guerra mondiale fu danneggiata la parte superiore dallo scavo di stretti fossati per posizionare sopra delle armi contraeree.
Gli scavi archeologici furono condotti da Ercole Contu (1954-1958) e da Santo Tinè (1979-1990).
Il monumento negli anni ottanta è stato oggetto di un pesante intervento di restauro, con scavi, rimozioni di materiale e ricostruzioni ingiustificate sulla rampa e posizionamento di alcuni resti trovati nell'area.

## Descrizione del sito archeologico

### L'altare

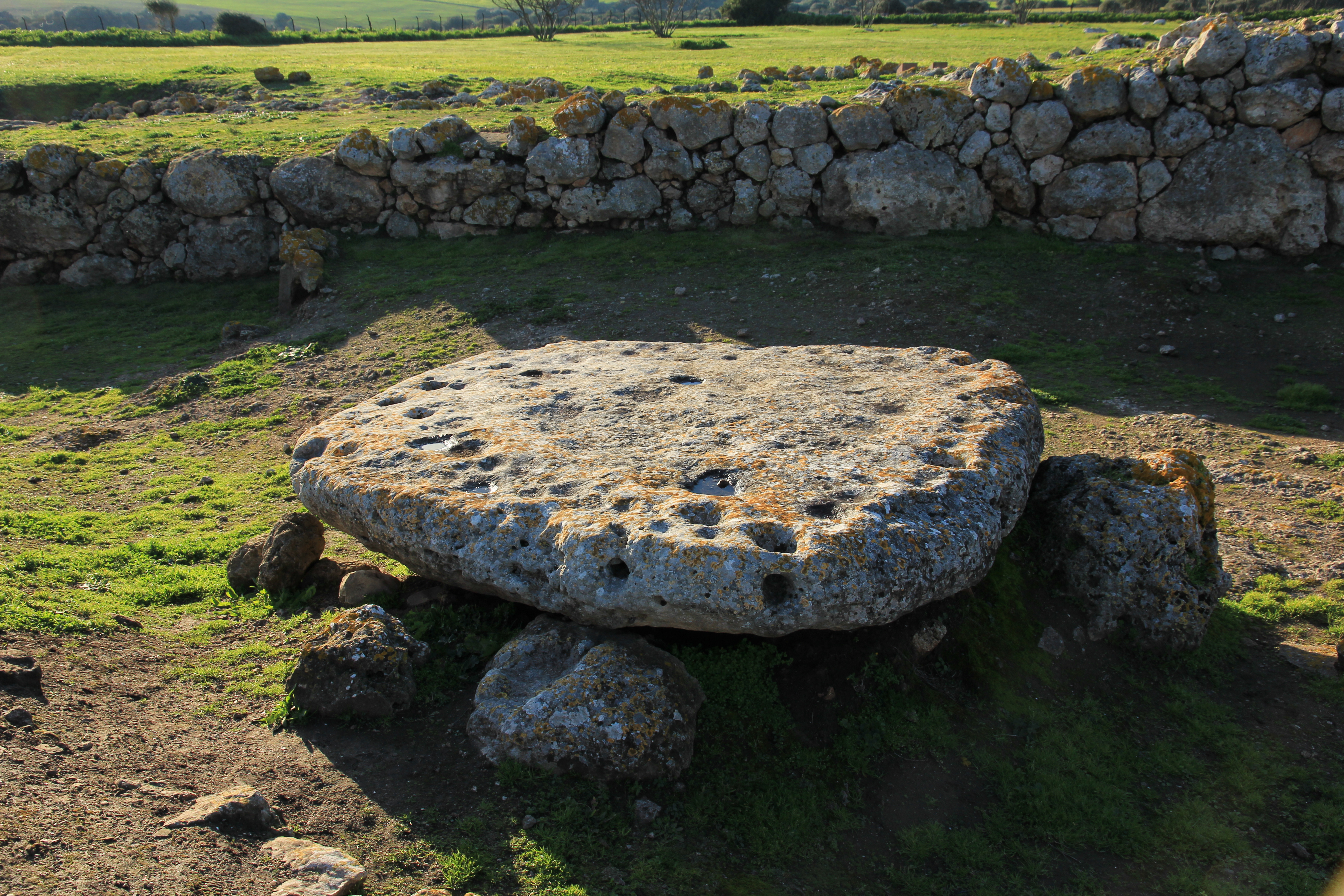
Lastrone con colatoio e fori passanti, utilizzato probabilmente come altare sacrificale

Le ricerche di Contu prima, e in seguito di Tinè appurarono la presenza di due altari costruiti in periodi diversi, quello più antico e più piccolo è inglobato dalla costruzione più recente.Quest'ultima è costituita da un tronco di piramide con base di 37,50 m (lati nord e sud) per 30,50 m (lati est e ovest) e altezza di 9 m circa. Dal lato meridionale si sviluppa la rampa d'accesso, lunga 41,50 m e larga da un minimo di 7 m ad un massimo di 13,50 nella parte a ridosso della costruzione, che occupava nel suo complesso circa 1600 m².
Il monumento era costruito nella parte più esterna da muri in pietra a faccia singola (a differenza dei nuraghi, che ne hanno generalmente due) costituito da blocchi irregolari di calcare, non poggiati sulla giuntura dei blocchi sottostanti (altra differenza costruttiva rispetto ai nuraghi).
Queste murature, inclinate a favore di gravità, sostenevano l'ammasso interno, stratificato, di terra e pietrame, organizzato in cassoni di contenimento e si sono conservate intatte nella porzione di sud-est fino a 5,40 m di altezza.
La rampa era costruita con la stessa tecnica man mano che procedeva la costruzione del tronco di piramide, in modo da servire come piano inclinato per edificare il resto dello stesso edificio.
Il tempio interno, era egualmente del tipo "a terrazza" con base quadrangolare di 23,80 m x 27,40 e altezza di 5,50 m al quale era collegata una rampa di 25 m circa di lunghezza che permetteva di raggiungere la cella (12,50 m x 7,25 m) che sovrastava la struttura. Della cella, o sacello, che era l'ambiente più sacro della struttura, rimangono oggi il pavimento ed il muro perimetrale per un'altezza di 70 cm, entrambi intonacati di rosso ocra.

### Altri manufatti
Oltre all'altare nel complesso archeologico di Monte d'Accoddi sono presenti altri monumentali artefatti prenuragici.
Nel lato est della rampa, a pochi metri da essa è presente un lastrone di compatto calcare di 8,2 tonnellate di circa tre metri per tre, che costituiva un dolmen o forse una tavola per offerte. La seconda ipotesi sembra essere confermata dalla presenza di sette fori passanti nei bordi della pietra che potevano servire a legare le vittime degli eventuali sacrifici. La lastra è posta sopra un inghiottitoio naturale ed è contemporanea all'altare più recente.
Nello stesso lato della rampa d'accesso, e proprio a ridosso di essa fu trovata un'altra lastra, questa in trachite, del peso di circa 2,7 tonnellate.
Nel lato opposto della rampa è stato recentemente rialzato un menhir là trovato, di calcare squadrato e forma allungata, alto 4,40 m e pesante 5,7 tonnellate.
Questi tre manufatti sono oggi visibili nella posizione originaria e gli ultimi due sembrano essere coevi dell'altare più antico.

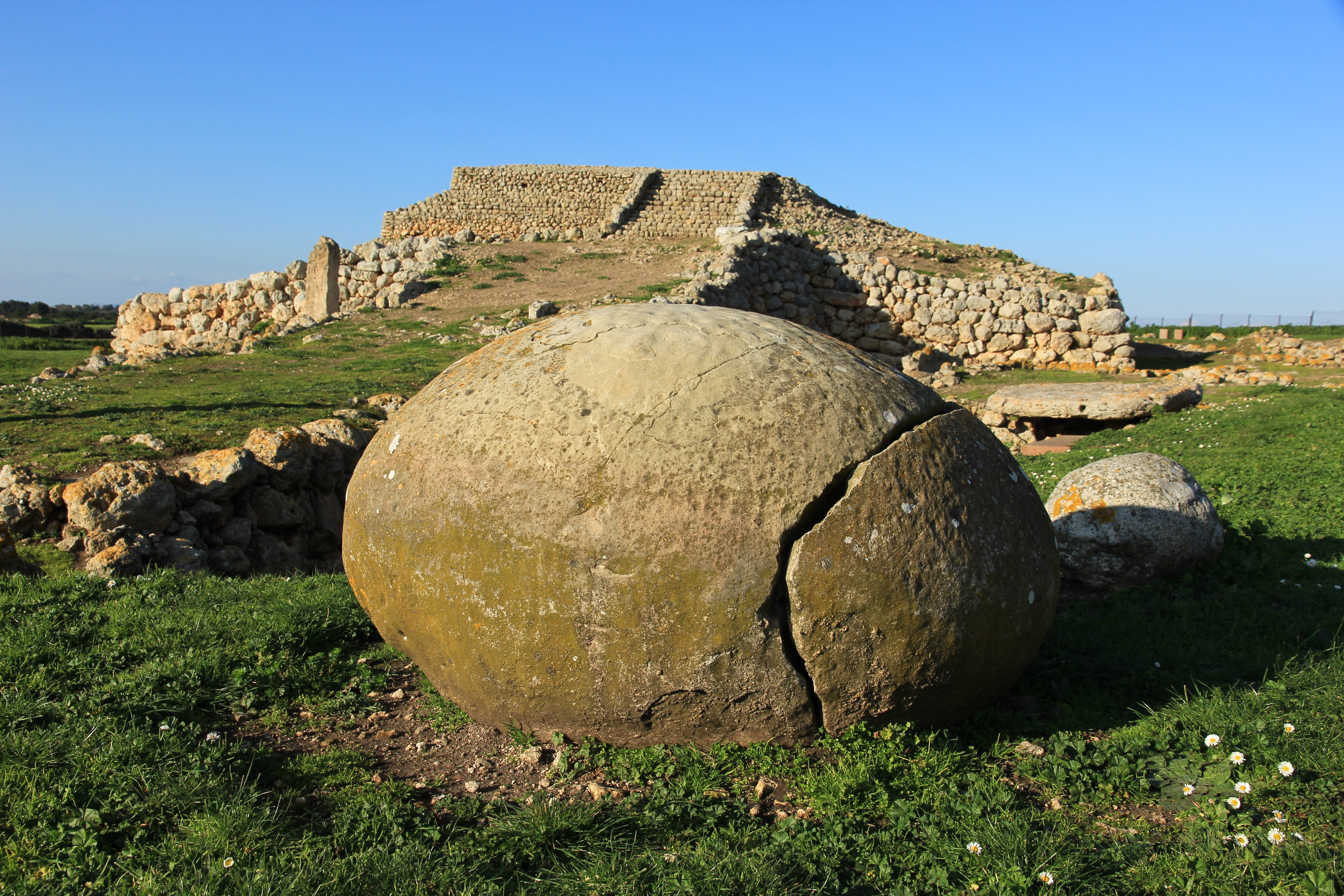
Pietre sferiche, forse simboleggianti il Sole e la Luna

Altri due monumenti litici, provenienti dalla zona ad est del complesso sono stati collocati nei pressi della lastra più grande, e sono due pietre calcaree sferoidali, la più grande, lavorata, pesa più di una tonnellata ed ha una circonferenza di 4,85 m, mentre la seconda ha un diametro di circa 60 cm.

## Ipotesi sulle origini del nome e sul monumento
Sul monumento vi sono tuttora solo delle ipotesi sia sul nome che sulla tipologia del monumento stesso. Il nome akkoddi sembra derivare dal sardo arcaico Kodi che significava: monte e da cui deriverebbe l'altro nome sardo Kodina o Kudina che sta ad indicare " pietra ". Ma quella riportata sopra è una delle tante ipotesi sull'origine del nome, tuttavia ne esistono diverse ma abbastanza confuse. L'altare sulla torre era considerato il punto di incontro tra umano e divino e si pensa che un gran numero di animali – sicuramente bovini - venissero sacrificati per propiziare la rigenerazione della vita e della vegetazione. Ai piedi della piramide a gradoni sono stati ritrovati dagli archeologi grandi accumuli composti da resti di antichi pasti sacri ed anche oggetti utilizzati durante i riti propiziatori.
Numerose sono anche le ipotesi sull'utilizzo che ne veniva fatto. Sulle credenze religiose, sui concetti di fertilità e riproduzione legati al monumento e sulle antiche credenze dell'unione tra il cielo e la terra, ci sono anche le ipotesi dell'archeologo Giovanni Lilliu.
Vi è infine un'ipotesi, formulata dall'appassionato Eugenio Muroni, secondo la quale la simmetria dell'altare prenuragico riprodurrebbe le stelle della Croce del Sud, oggi non visibile dal sito di Monte d'Accoddi, a causa della precessione degli equinozi, ma che 5000 anni fa era probabilmente visibile nel settore sud del cielo sardo, come confermato dal fisico Gian Nicola Cabizza. Secondo questa teoria, le forme stilizzate, a croce secca, della Dea Madre, stele posizionata a nord del monumento, realizzata in granito rosso, non hanno neanche il segno o la modanatura del piccolo busto presente in altre dee madri coeve; per cui, secondo Muroni, si volle realizzare un qualcosa ispirato ad una forma a croce che altro non poteva essere che la nota costellazione, significando, al contempo, il passaggio dal culto meramente terragno a quello astrale, e quindi ad uno stadio culturale maggiormente evoluto.

Ercole Contu (a destra) con gli archeologi Maria Teresa Amorelli, Tea Coco, Massimo Pallottino, Gennaro Pesce e Giovanni Lilliu in una foto del 1954 scattata durante gli scavi.